# ایستگاه ریوگوکو
ایستگاه ریوگوکو (به ژاپنی: (両国駅 Ryōgoku-eki) یک ایستگاه قطار است که در منطقه سومیدا-کو، توکیو در ژاپن واقع شده‌است. این ایستگاه توسط شرکت راه‌آهن شرق ژاپن و متروی توئی اداره می‌شود.